# Ewart Horsfall
Ewart Douglas Horsfall (Liverpool, 24 de mayo de 1892-Devizes, 1 de febrero de 1974) fue un deportista británico que compitió en remo.
Participó en dos Juegos Olímpicos de Verano en los años 1912 y 1920, obteniendo dos medallas, oro en Estocolmo 1912 y plata en Amberes 1920.

## Palmarés internacional
| Juegos Olímpicos | Juegos Olímpicos   | Juegos Olímpicos | Juegos Olímpicos |
| Año              | Lugar              | Medalla          | Prueba           |
| ---------------- | ------------------ | ---------------- | ---------------- |
| 1912             | Estocolmo (Suecia) | Medalla de oro   | Ocho con timonel |
| 1920             | Amberes (Bélgica)  | Medalla de plata | Ocho con timonel |